# یواس‌اس ویپل (دی‌دی-۱۵)
یواس‌اس ویپل (دی‌دی-۱۵) (به انگلیسی: USS Whipple (DD-15)) یک کشتی بود که طول آن ۲۵۹ فوت ۶ اینچ (۷۹٫۱۰ متر) بود. این کشتی در سال ۱۹۰۱ ساخته شد.